# Skunkworks
Skunkworks es un álbum de estudio publicado en 1996 por el cantante británico Bruce Dickinson.
El disco presenta un sonido diferente a otros trabajos solistas de Dickinson, con ciertas referencias al grunge, género imperante de la época. Adicionalmente, las canciones son relativamente cortas, la mayoría durando aproximadamente tres minutos. La banda no duraría mucho, y para su siguiente proyecto solista, Accident of Birth, Dickinson acudiría de nuevo al guitarrista Roy Z, y a su antiguo compañero en Iron Maiden, Adrian Smith.
En el 2005, Skunkworks fue relanzado, incluyendo versiones en vivo de las canciones "Inertia", "Faith", "Innerspace", "The Prisoner (original de Iron Maiden)", entre otras.

## Lista de canciones
1. "Space Race" (3:47)
2. "Back From The Edge" (4:16)
3. "Inertia" (3:03)
4. "Faith" (3:36)
5. "Solar Confinement" (3:19)
6. "Dreamstate" (3:49)
7. "I Will Not Accept the Truth" (3:45)
8. "Inside the Machine" (3:27)
9. "Headswitch" (2:14)
10. "Meltdown" (4:34)
11. "Octavia" (3:15)
12. "Innerspace" (3:32)
13. "Strange Death in Paradise" (5:00)

## Personal
- Bruce Dickinson - Voz
- Alex Dickson - Guitarra
- Chris Dale - Bajo
- Alessandro Elena - Batería